# 南達尤雷縣
南達尤雷縣（西班牙語：Cantón de Nandayure），是哥斯達黎加的縣份，位於該國西北部，由瓜納卡斯特省負責管轄，首府設於卡爾莫納，面積565.59平方公里，2011年人口11,121人，人口密度每平方公里19.66人。